# Amédée Gastoué
Amédée Gastoué (ur. 19 marca 1873 w Paryżu, zm. 1 czerwca 1943 tamże) – francuski muzykolog i organista.

## Życiorys
Uczył się u Adolphe’a Deslandresa (fortepian i harmonia), Alberta Lavignaca (harmonia), Alexandre’a Guilmanta (organy) i Albérica Magnarda (kontrapunkt i kompozycja). W latach 1896–1905 był redaktorem czasopisma „Revue du chant grégorien”. Od 1901 do 1905 roku był kapelmistrzem przy kościele Saint-Jean-Baptiste de Belleville w Paryżu i w Petit Collège Stanislas. Od 1899 roku uczył chorału gregoriańskiego w Schola Cantorum de Paris. Wykładał także w Institut Catholique de Paris i École des Hautes Études Sociales. W 1905 roku został powołany przez papieża Piusa X na konsultanta komisji pod przewodnictwem Josepha Pothiera, przygotowującej nową edycję chorału gregoriańskiego. Od 1934 do 1936 roku był przewodniczącym Société Française de Musicologie.
W swojej pracy naukowej zajmował się historią muzyki od średniowiecza do baroku, ze szczególnym uwzględnieniem chorału gregoriańskiego. Jako jeden z pierwszy zwrócił uwagę na genetyczne powiązania chorału z muzyką bizantyjską i bliskowschodnią. Zajmował się również komponowaniem, pisał msze, motety, chansons, pieśni religijne. Skomponował kantatę Au Christ Rédempteur (1907) oraz oratoria Le passion de Jeanne (1931) i Les mystères du Rosaire (1958). 
Został odznaczony Orderem Świętego Grzegorza Wielkiego w stopniu komandora (1908) oraz Legią Honorową (1938).

## Wybrane prace
(na podstawie materiałów źródłowych)
- Cours théorique et pratique de plain-chant romain grégorien (1904)
- Historie du chant liturgique à Paris (tom 1 Des Origines à la fin des temps carolingiens 1904, 2 wyd. 1917)
- Les Origines du chant romain, l’antiphonaire grégorien (1907)
- Catalogue des manuscrits de musique byzantine de la Bibliothèque Nationale de Paris et des bibliothèques publiques de France (1907)
- Nouvelle méthode pratique de chant grégorien (1908)
- Traité d’harmonisation du chant grégorien (1910)
- L’Art grégorien (1911, 3. wyd. 1920)
- La Musique de d’église (1911)
- Variations sur la musique d’église (1912)
- Musique et liturgie: Le Graduel et l’Antiphonaire romain (1913)
- L’Orgue en France de l’antiquité au début de la période classique (1921)
- Les Primitifs de la musique française (1922)
- Le Cantique populaire en France: Ses sources, son histoire (1924)
- La Vie musicale de l’église (1929)
- La Liturgie et la musique (1931)
- Le Manuscrit de musique polyphonique du trésor d’Apt, XIVe– XVe siècles (1936)
- L’Église et la musique (1936)